# Screaming for Vengeance
Screaming for Vengeance osmi je studijski album britanskog heavy metal-sastava Judas Priest. Diskografska kuća Columbia Records objavila ga je 17. srpnja 1982. Smatra se albumom kojim se skupina probila u veće glazbeno tržište – stekao je dvostruku platinastu nakladu u SAD-u i platinastu u Kanadi. S tog je albuma objavljen i uspješni singl "You've Got Another Thing Comin'".

## Snimanje i objava
Screaming for Vengeance snimljen je u Ibiza Sound Studiosu na španjolskom otoku Ibizi (u to su vrijeme britanski glazbenici često snimali izvan Ujedinjenog Kraljevstva zbog nižeg poreza), a miksan je i masteriran u Beejay Recording Studiosu i Bayshore Recording Studiosu u Coconut Groveu na Floridi. U stilskom je smislu skupina na albumu napustila melodičniji stil pjesama s prethodnog uratka Point of Entry i odlučila je slijediti stil pjesama s albuma British Steel, no u žešćoj varijanti. Screaming for Vengeance također je prvi album na kojem je sudjelovao bubnjar koji je svirao na više od dva albuma skupine; Dave Holland prethodno je svirao na British Steelu i Point of Entryju.
Singl "You've Got Another Thing Comin'", tržišno najuspješnija pjesma s albuma, na album je uvršten u posljednji trenutak. Gitarist K. K. Downing izjavio je: "Bili smo vrlo zadovoljni albumom, ali smo kasno odlučili da bismo mu mogli dodati još jednu pjesmu. Znao sam da imamo neke dijelove [za nju], ali smo dovršili "Another Thing Comin'" dok smo miksali album u studiju Bee Jay. Brzo smo je dovršili, a sjećam se i da smo imali dobar predosjećaj u vezi s njom jer je zvučala kao dobra pjesma za vožnju i vjerojatno kao dobra pjesma na radiju." Rob Halford komentirao je da ga je iznenadio uspjeh pjesme: "[T]u su pjesmu zakopale [druge pjesme]. Uglavnom misliš da će najupečatljivije pjesme biti na početku albuma, no naši su prijatelji iz Sonyja rekli 'Uzet ćemo ovu pjesmu.' Nismo znali što se događa, a onda su do nas došle povratne informacije: 'Pazi ovo, album je postao popularan u ovom gradu i ovom gradu'. Jednostavno je postao uspješan."
Screaming for Vengeance objavljen je 17. srpnja 1982., a njegova je remasterirana inačica na CD-u objavljena u svibnju 2001. Skladba "Fight for Your Life" snimljena je tijekom rada na tom albumu, no nije se pojavila na njemu – objavljena je kao dodatna pjesma na remasteriranoj inačici albuma Killing Machine iz 2001. Do tridesete godišnjice objave albuma 2012. ostao je najprodavaniji album u karijeri Judas Priesta. U sklopu proslave navedene godišnjice objavljena je remasterirana inačica na CD-u s koncertnim snimkama iz 1982. i dodatnim DVD-om na kojem se nalaze snimke nastupa na američkom glazbenom festivalu iz 1983.

## Turneja
World Vengeance Tour počeo je ubrzo nakon objave albuma u srpnju 1982.; turneja se održavala diljem Sjeverne Amerike za ljeta i jeseni te godine, a koncerti u Europi počeli su tek u prosincu 1983. Skupina se usredotočila na američku publiku jer je željela uspostaviti čvrste temelje na tamošnjem glazbenom tržištu i zato što je pjesma "You've Got Another Thing Comin'" ondje bila veoma uspješna. Ta pjesma i "Electric Eye" često se izvode na koncertima skupine. Grupa je na turnejama od 1982. do 2008. također svirala pjesmu "Devil's Child", a na određenim su turnejama izvedene i pjesme "Riding on the Wind", "Bloodstone" i "Screaming for Vengeance". Međutim, pjesma "Fever" odsvirana je samo na prvim dvama nastupima turneje 1982., "(Take These) Chains" izvođena je samo na koncertima 2019., a "Pain and Pleasure" i kraća instrumentalna skladba "The Hellion" do danas nijednom nisu odsvirane uživo. Na inačici albuma objavljenoj 2012. u sklopu tridesete godišnjice objave uratka nalazi se i DVD koji sadrži snimke nastupa održanog na posljednji dan turneje u svibnju 1983. na festivalu u Kaliforniji. Tijekom američke turneje 1982. predgrupe Judas Priestu bile su skupine kao što su Iron Maiden, Krokus i Uriah Heep.

## Recenzije
Iako su određeni kritičari British Steel proglasili remek-djelom sastava, Screaming for Vengeance popularizirao je Judas Priest u Sjevernoj Americi. Iako je skupina ondje već bila stekla kultni status do 1979. i mogla je ići na turneje kao glavni sastav, ondje je prodano "relativno malo" njezinih albuma do Screaming for Vengeancea. Prodaja uratka također je bila uspješna diljem svijeta.
Steve Huey s internetskog mjesta AllMusic dodijelio mu je četiri zvjezdice od njih pet i izjavio je: "Nakon što se [sastav] malo previše odveo u vode jednostavnijeg hard rocka, na Vengeanceu se ponovno usredotočio na heavy metal i bolje je uravnotežio komercijalizam i kreativnost. To je polučilo pamtljive i pristupačne rezultate, no istovremeno su bili žešći i lišeni neugodno očitih kalkulacija koje su oblikovale najslabije trenutke na prethodnim dvama albumima. Screaming for Vengeance naposljetku je dosljedniji čak i od neporecivo ključnog British Steela – i s tematskog i s glazbenog gledišta." Recenziju je zaključio tvrdnjom da je "[u]z British Steel jedan od najboljih i najvažnijih metal-albuma u glavnoj struji iz osamdesetih." Pierre Tombale iz internetskog časopisa Metal Storm dodijelio mu je deset bodova od deset i izjavio je da je "taj album veoma bogat atmosferom i energijom".

### Uspjeh na tržištu
Screaming for Vengeance pojavio se na 11. mjestu Britanske ljestvice albuma i 17. mjestu američke ljestvice Billboard 200. Dana 29. listopada 1982. stekao je zlatnu, 18. travnja 1982. platinastu, a 16. listopada 2001. dvostruku platinastu nakladu u SAD-u, čime je postao prvi album skupine koji je osvojio dvije potonje nagrade.

### Priznanja
Uradak je uvršten na 15. mjesto IGN-ova popisa 25 najutjecajnijih metal-albuma. Također se pojavio na desetom mjestu popisa 100 najboljih metal-albuma internetskih stranica Metal-Rules.com. Časopis Kerrang! postavio ga je na 46. mjesto popisa "100 najboljih heavy metal-albuma svih vremena". Godine 2017. postavljen je na 12. mjesto popisa "100 najboljih metal-albuma svih vremena časopisa Rolling Stone.

## U popularnoj kulturi
"You've Got Another Thing Comin'" pojavljuje se u videoigri Guitar Hero. "Electric Eye" (uz "The Hellion", pjesmu koja joj prethodi na albumu) nalazila se u videoigrama Guitar Hero Encore: Rocks the 80s i Guitar Hero Smash Hits. Screaming for Vengeance prvi je album koji se mogao preuzeti u cijelosti u sklopu videoigara Rock Band i Rock Band 2.
Naslovna se pjesma reproducirala na glavnoj internetskoj stranici za videoigru Brütal Legend. U toj igri Rob Halford posuđuje glas zlikovcu Generalu Lionwhyteu i liku heroju čije je ime Fire Baron; taj je lik oblikovan prema samom Halfordu. Pjesma "You've Got Another Thing Comin'" pojavila se u videoigri Grand Theft Auto: Vice City, u kojoj ju je reproducirala radijska postaja V-Rock, a pjesmu "Electric Eye" reproducirala je ista radijska postaja u prednastavku Grand Theft Auto: Vice City Stories. Skladba "Riding on the Wind" pojavila se u videoigri Twisted Metal.
Pjesma "You've Got Another Thing Comin'" pojavila se u prvoj epizodi jedanaeste sezone animirane serije Archer.

## Popis pjesama
Sve su pjesme, osim pjesme "(Take These) Chains" koju je napisao Bob Halligan Jr., napisali Glenn Tipton, Rob Halford i K. K. Downing.
| 1. | »The Hellion« (instrumentalna skladba) | 0:42 |
| 2. | »Electric Eye«                         | 3:38 |
| 3. | »Riding on the Wind«                   | 3:10 |
| 4. | »Bloodstone«                           | 3:53 |
| 5. | »(Take These) Chains«                  | 3:07 |
| 6. | »Pain and Pleasure«                    | 4:18 |

| Druga strana | Druga strana                      | Druga strana | Druga strana | Druga strana | Druga strana | Druga strana | Druga strana | Druga strana | Druga strana |
| Br.          | Skladba                           | Trajanje     |              |              |              |              |              |              |              |
| ------------ | --------------------------------- | ------------ | ------------ | ------------ | ------------ | ------------ | ------------ | ------------ | ------------ |
| 7.           | »Screaming for Vengeance«         | 4:43         |              |              |              |              |              |              |              |
| 8.           | »You've Got Another Thing Comin'« | 5:10         |              |              |              |              |              |              |              |
| 9.           | »Fever«                           | 5:21         |              |              |              |              |              |              |              |
| 10.          | »Devil's Child«                   | 4:48         |              |              |              |              |              |              |              |
| 38:50        |                                   |              |              |              |              |              |              |              |              |

| Dodatne pjesme na izdanju iz 2001. | Dodatne pjesme na izdanju iz 2001. | Dodatne pjesme na izdanju iz 2001. | Dodatne pjesme na izdanju iz 2001. | Dodatne pjesme na izdanju iz 2001. | Dodatne pjesme na izdanju iz 2001. | Dodatne pjesme na izdanju iz 2001. | Dodatne pjesme na izdanju iz 2001. | Dodatne pjesme na izdanju iz 2001. | Dodatne pjesme na izdanju iz 2001. |
| Br.                                | Skladba                            | Trajanje                           |                                    |                                    |                                    |                                    |                                    |                                    |                                    |
| ---------------------------------- | ---------------------------------- | ---------------------------------- | ---------------------------------- | ---------------------------------- | ---------------------------------- | ---------------------------------- | ---------------------------------- | ---------------------------------- | ---------------------------------- |
| 11.                                | »Prisoner of Your Eyes«            | 7:12                               |                                    |                                    |                                    |                                    |                                    |                                    |                                    |
| 12.                                | »Devil's Child« (uživo)            | 5:02                               |                                    |                                    |                                    |                                    |                                    |                                    |                                    |
| 51:04                              |                                    |                                    |                                    |                                    |                                    |                                    |                                    |                                    |                                    |

## Zasluge
| Judas Priest - Rob Halford – vokali - Glenn Tipton – gitara - K. K. Downing – gitara - Ian Hill – bas-gitara - Dave Holland – bubnjevi | Ostalo osoblje - Tom Allom – produkcija - Lou Austin – tonska obrada - John Berg – dizajn - Doug Johnson – ilustracije - Steve Joester – fotografija |

## Ljestvice
| Ljestvica (1982. – 2012.) | Najviša Pozicija |
| ------------------------- | ---------------- |
| Australija                | 81               |
| Belgija (Flandrija)       | 173              |
| Belgija (Valonija)        | 139              |
| Norveška                  | 26               |
| Njemačka                  | 23               |
| SAD (Billboard 200)       | 17               |
| Španjolska                | 84               |
| Švedska                   | 14               |
| Ujedinjeno Kraljevstvo    | 11               |